# Henri Titus Damsté

Openbaar gehoor ten huize van H.T. Damsté te Singaradja

Henri Titus Damsté (Huisduinen, 28 januari 1874 – Leiden, 6 januari 1955) was een Nederlands koloniaal bestuursambtenaar in Nederlands-Indië en daarna actief in binnen verschillende wetenschappelijke instellingen. Hij geldt als bevorderaar van archeologisch onderzoek op Bali. Van 3 april 1919 tot 18 mei 1923 was hij Resident van Bali en Lombok, waar hij archeologisch onderzoek stimuleerde.

## Jeugd en opleiding
Damsté werd geboren als zoon van predikant Barteld Roelof Damsté en Richardina Jacoba Gesiena Gallé.  
Na de hbs in Leiden (1886-1891) bezocht hij de Indische Instelling in Delft, waar hij in 1894 het groot-ambtenaarsexamen aflegde.

## Koloniale loopbaan
- 1894 – werkzaam voor het Departement van Binnenlands Bestuur in Batavia.[1]
- 1896-1914 – inspecteur en assistent-resident op Sumatra, Atjeh, Zuid-Celebes en Bali-Lombok.[2]
- 1914-1918  verlof in Nederland
- 1919–1923 – Resident van Bali en Lombok

## Wetenschappelijke activiteiten in Nederland
Na zijn pensionering vestigde Damsté zich in Leiden. Hij bekleedde meerdere functies:
- Lid van het bestuur van het Instituut Kern en het Oosters Instituut
- Secretaris van de Maatschappij der Nederlandse Letterkunde
- Lid van het bestuur van het Koninklijk Instituut voor Taal-, Land- en Volkenkunde
- Docent Balinees, Atjehs en Minangkabaus bij het Instituut Kern
- Commissie voor het adatrecht

## Publicaties (selectie)
- Middeleeuwsche monumenten op Bali – *Djåwå* 1 (1921) 145-160.
- Een Boeddhistisch rotsklooster op Bali – *Oudheidkundige Verslagen* 1921: 60-62.
- Heilige weefsels op Lombok – in Tijdschrift voor Indische Taal-, Land- en Volkenkunde 63 (1923) 176-211.
- Balisch Hindoeïsme – in: Onder palmen en waringins* (1946) 79-155.

## Persoonlijk leven
Damsté trouwde op 1 maart 1906 in Leiden met Isabella Franciska Muller (1880-1973). Het echtpaar kreeg zeven kinderen. Damsté overleed op 80-jarige leeftijd in Leiden.

## Archief
Damsté’s persoonlijke archief (correspondentie, rapporten, foto’s) wordt bewaard in de Universiteitsbibliotheek Leiden.